# Râul Valea Dracului, Șcheiu
- Pentru alte râuri omoloage, din varii bazine hidrografice, vedeți Râul Valea Dracului (dezambiguizare) .

Râul Valea Dracului este curs de apă, afluent al râului Șcheiu.

## Hărți
- Harta Județului Brașov
- Harta Orașului Brașov
- Harta Munților Postăvaru  Arhivat în 3 august 2008, la Wayback Machine.